# روبرتو فروتزی
روبرتو فروتزی (به ایتالیایی: Roberto Ferruzzi)، (زاده ۱۶ دسامبر ۱۸۵۳–درگذشته ۱۶ فوریه ۱۹۳۴) او بیشتر به خاطر کشیدن تابلو مدونا که در سال ۱۸۹۷ در نمایشگاه دوسالانه ونیز رتبه دوم را کسب کرد، شناخته شده‌است.